# Jakama
Jakama eller Jakamajärvi är en sjö i Finland. Den ligger i Ylöjärvi stad i landskapet Birkaland, i den södra delen av landet, 190 km norr om huvudstaden Helsingfors. Jakama ligger 103,1 meter över havet. I omgivningarna runt Jakama växer i huvudsak blandskog. Arean är 1,26 kvadratkilometer och strandlinjen är 13,28 kilometer lång. Sjön  ingår i Kumo älvs huvudavrinningsområde. 